# 1177 قبل الميلاد: العام الذي انهارت فيه الحضارة
1177 قبل الميلاد: العام الذي انهارت فيه الحضارة هو كتاب واقعي صدر عام 2014 عن انهيار العصر البرونزي المتأخر من تأليف عالم الآثار الأمريكي إريك إتش كلاين. نُشر من قبل مطبعة جامعة برينستون. ثم نُشرت طبعة محدثة في عام 2021.

## الوصف
يُركز الكتاب على فرضية كلاين عن انهيار حضارة العصر البرونزي المتأخر، وهي فترة انتقالية أثرت على المصريين والحثيين والكنعانيين والقبارصة والمينويين والميسينيين والآشوريين والبابليين؛ ثقافات متنوعة وغير متجانسة تسكن ثماني دول قوية ومزدهرة تتداخل عبر التجارة والتبادل و"النقل الثقافي"، على الرغم من "كل صعوبات السفر والوقت". يُقدم أدلة تدعم عاصفة كاملة من الإخفاقات المتعددة المترابطة، مما يعني أن أكثر من كارثة طبيعية أو من صنع الإنسان تسببت في تفكك وزوال حضارة قديمة ضمت "الإمبراطوريات والشعوب المعولمة". وبذلك أنهى العصر البرونزي، وأنهى الثقافات الميسينية والمينوية وطروادة والحثية والبابلية.
قبل هذا الكتاب، كانت الفرضية الرائدة خلال العقود السابقة ترجع انهيار الحضارات في الغالب إلى شعوب البحر مجهولة الأصل.

## الجوائز
حصل الكتاب على الجوائز التالية:
- حائز على جائزة أفضل كتاب شعبي لعام 2014، من المدارس الأمريكية للأبحاث الشرقية.
- تكريم شرف لجائزة النثر لعام 2015 في علم الآثار والأنثروبولوجيا، رابطة الناشرين الأمريكيين.
- أحد أفضل كتب نيويورك بوست لعام 2014.
- أحد الكتب الفيدرالية البارزة لعام 2015.
- أحد أفضل الكتب الأسترالية لعام 2014، اختاره المخرج بروس بيريسفورد.
- اختير ليكون "كتاب الفصل الدراسي" لخريف 2016 من مركز ديفيد إم كينيدي للدراسات الدولية بجامعة بريجهام يونج.